# Шатохин, Евгений Сергеевич
Евгений Сергеевич Шатохин (25 февраля 1947, Пинск — 22 января 2012, Пинск) — белорусский художник, общественный деятель.

## Биография
В 1965—1973 гг. — получил образование в Орловском педагогическом институте и Харьковском художественно-промышленном институте (сейчас Украинская Академия дизайна и искусства). С 1972 участник всесоюзных, республиканских, заграничных выставок (акварель, рисунок, офорт, литография).
- 1982 г. — член Союза художников СССР,
- 1985 г. — Почетная Грамота Союза художников России,
- 1988 г. — основатель и директор детской школы изобразительного искусства в г. Пинске,
- 1989 г. — 1991 гг. — член Управления Брестской областной организации Союза художников Беларуси,
- 1990 г. — 1999 гг. — депутат Пинского городского Совета депутатов — председатель комиссии по культуре, делах религии и спорта,
- 1991 г. — член Белорусского Союза художников,
- 1992 г. — стипендиат мастерской «Альтена» в г. Альтена (Германия)
- 1993 г. — Медаль Conseiller General a Corbie (Франция),
- 1997 г. — уволен с должности директора школы по политическим мотивам,
- 1997 г. — Приз Соnsieller General a Peronne (Франция),
- 1999 г. — судебное преследование властью за политическую деятельность,
- 2002 г. — Приз Национальной Ассамблеи (Франция),
- 2003 г. — Приз Соnsieller General a Peronne (Франция),
- 2003 г. — звание Почетного гражданина города Albert (Франция),
- 2004 г. — Медаль города Peronne (Франция),
- 2004 г. — член Управления Брестской областной организации Белорусского Союза художников,
- 2004 г. — Медаль Белорусского Союза художников «За заслуги в изобразительном искусстве»
- 2008 г. — Медаль и Специальный диплом на выставке «L’art du Tamp» в г. Ribemont sur Апсге (Франция),
- 2010 г. — избран в управление Белорусского Союза художников.

Являлся членом сейма КХП-БНФ. Входил в руководство Белорусский союз художников (БСХ).

## Основные произведения
«Паўночная вёска» (літаграфія, 1972 г.), «Засваенне Поўначы» (Літаграфія, 1973 г.) «Час палёту» (літаграфія, 1981 г.), «Паўночнае надвор’е» (малюнак,1984 г.), «Была вайна…» (афорт, 1984 г.), «Суханскія навальніцы» (малюнак, 1985 г.), «Блізкасць космасу» (афорт, 1985 г.), «Спатканне з восенню» (малюнак,1986 г.), «Вяртанне дамоў» (малюнак, 1988 г.), «Краявіды чыстай зоны» (малюнак, 1989 г.), «У Паўночнай Францыі» (акварэль, 1992—2001 гг.), «Блакітны бераг у Правансе» (малюнак, 1997 г.), «Мой горад»(акварэль,1997-1998 гг.), «Сцяжынкі Язэпа Драздовіча» (малюнак, 1999 г.), «Гарбузовая восень»(малюнак, 1999 г.), «Палескія вандроўкі» (малюнак, 1998—2001 гг.), « Неба і зямля Фердынанда Рушчыца»(малюнак,2000 г.), «Маўклівыя сведкі.Прысвячаецца 80 угодкам Слуцкага Збройнага Чыну» (малюнак, 2000 г.), «Парыжскія масты» (малюнак, 2001 г.), «Я нарадзіўся тут …»(малюнак, 2001 г.), «Сцяжынкі Язэпа Драздовіча-ІІ» (малюнак, 2001 г.), «На сваёй зямлі» (малюнак,2002 г.), «Grand guerre. Памяць» (малюнак,2002 г.), «Peronne — ville sur Somme», (афорт, 2003 г.), «Chemin de memoir», (афорт, 2003 г.), «Землякі Васіля Быкава», (малюнак, 2004 г.), «Цішыня ў Бычках» (малюнак, 2004 г.), «Прыпяцкія сюжеты. Прысвячаецца У.Караткевічу», (малюнак, 2005 г.), «На шляху памяці», (акварэль, 2005 г.), «Вушацкія аўтографы», (малюнак, 2006 г.), «Янаўскія росы», (малюнак, 2006 г.), «Па слядох Напалеона Орды», (малюнак, 2006 г.), «Першы снег у Валодзькаве», (малюнак, 2007 г.).

## Память
В мае 2018 года Гуманитарно-просветительское общественное объединение «Содружество Полесья» предложило властям Пинска и местному Совету депутатов присвоить имя Евгения Шатохина городской художественной школе. Инициатива не получила поддержку чиновников. Представители широкой общественности считают, что отрицательный ответ властей обусловлен политическими взглядами художника — он входил в руководство КХП-БНФ.